# México En La Piel Tour
Il tour México En La Piel è stato una serie di concerti realizzati da Luis Miguel per promuovere i suoi album México en la piel e Grandes éxitos negli anni 2005-2006 e, in seguito, il suo album di Navidades negli anni 2006 al 2007. In questo tour, Luis Miguel ha suonato canzoni pop, mariachi e ballate. Per presentare il suo album sono state tenute due conferenze stampa, una al Museo Nazionale d'Arte (MUNAL) a Città del Messico e l'altra a Madrid, alla Galleria d'arte del Museo Nazionale d'Arte Reina Sofia. Alla fine del 2006, Luis Miguel ha presentato il suo album Navidades, a New York.

## Storia
Questo tour è iniziato negli Stati Uniti a metà settembre 2005 a Fresno ed è stato presentato in diverse sedi in quel paese come il Madison Square Garden di New York e il Gibson Amphitheatre di Los Angeles; anche in altre città come Las Vegas, San Diego, Chicago, Washington D.C., Houston, Boston, Dallas e Miami.
Nel novembre 2005, si è esibito in Sud America allo Stadio Vélez Sarsfield, a Buenos Aires e allo Stadio Nazionale del Cile, così come all'Anfiteatro di Quinta Vergara, con la presenza di 200.000 persone in soli otto concerti. Poi è tornato negli Stati Uniti e si è esibito a Miami per chiudere il suo tour.
All'inizio del 2006, Luis Miguel ha stabilito un record di 30 concerti all'Auditorium Nazionale di Città del Messico. Poi ha visitato diverse città nel resto del Messico, come Monterrey, Chihuahua, Torreón, Veracruz, Villahermosa, Cancun, Guadalajara, Culiacan e Mexicali. La parte messicana del tour è finita a Tijuana. Successivamente ha tenuto cinque concerti negli Stati Uniti, nell'aprile del 2006.
Nel novembre 2006 è tornato da una pausa (in quel periodo è stato prodotto il suo album di Natale) per esibirsi in cinque concerti in Messico prima della fine dell'anno. Nell'aprile 2007 ha ripreso il tour in Spagna, esibendosi a Barcellona, Bilbao, Elche, Las Palmas e Madrid. Dopo un mese di presentazioni, ha tenuto quattro concerti in Venezuela.
Nel settembre 2007, Luis Miguel ha offerto altri sette concerti negli Stati Uniti per chiudere il tour, inclusi tre concerti al Colosseo al Caesars Palace, a Las Vegas e in altre città come Santa Ynez e Salinas.

## Scaletta iniziale
1. Intro
2. Qué Nivel de Mujer
3. Con Tus Besos
4. Dame Tu Amor / Sol, Arena y Mar / Suave
5. Me Niego a Estar Solo
6. No Me Platiques Más / Contigo en la Distancia / Usted / La Puerta / La Barca / No Sé Tú / Inolvidable
7. El Día Que Me Quieras / Historia de Un Amor / Nosotros
8. Por Debajo de la Mesa / La Gloria Eres Tú / Bésame Mucho
9. Perfidia / Tú Me Acostumbraste / La Última Noche / Amor, Amor, Amor
10. Intro [Cuerdas]
11. Pensar En Ti
12. Te Necesito
13. Intro [Mariachi]
14. El Viajero
15. Entrega Total
16. Échame a Mi la Culpa
17. México en la Piel
18. Cruz de Olvido
19. De Que Manera Te Olvido
20. Motivos
21. Que Seas Feliz
22. Sabes Una Cosa
23. Y
24. La Bikina
25. Mi Ciudad
26. Vuelve / Eres / Cómo Es Posible Que a Mi Lado / Será Que No Me Amas / Te Propongo Esta Noche
27. Te Propongo Esta Noche

## Date
| Data | Città                      | Nazione               | Luogo                                     |                    |
| Prima Parte (2005) | Prima Parte (2005)         | Prima Parte (2005)    | Prima Parte (2005)                        | Prima Parte (2005) |
| Nord America | Nord America               | Nord America          | Nord America                              | Nord America       |
| --- | -------------------------- | --------------------- | ----------------------------------------- | ------------------ |
| 13 settembre 2005 | Fresno                     | Stati Uniti d'America | Save Mart Center                          |                    |
| 15 settembre 2005 | Santa Barbara              | Stati Uniti d'America | Santa Barbara Bowl                        |                    |
| 16 settembre 2005 | Las Vegas                  | Stati Uniti d'America | Mandalay Bay Events Center                |                    |
| 17 settembre 2005 | San Diego                  | Stati Uniti d'America | Coors Amphitheatre                        |                    |
| 20 settembre 2005 | Los Angeles                | Stati Uniti d'America | Universal Amphitheatre                    |                    |
| 21 settembre 2005 | Los Angeles                | Stati Uniti d'America | Universal Amphitheatre                    |                    |
| 22 settembre 2005 | Los Angeles                | Stati Uniti d'America | Universal Amphitheatre                    |                    |
| 23 settembre 2005 | Los Angeles                | Stati Uniti d'America | Universal Amphitheatre                    |                    |
| 24 settembre 2005 | Los Angeles                | Stati Uniti d'America | Universal Amphitheatre                    |                    |
| 25 settembre 2005 | Los Angeles                | Stati Uniti d'America | Universal Amphitheatre                    |                    |
| 28 settembre 2005 | San Jose                   | Stati Uniti d'America | HP Pavilion                               |                    |
| 30 settembre 2005 | Tucson                     | Stati Uniti d'America | Anselmo Valencia Amphitheater             |                    |
| 1 ottobre 2005 | Phoenix                    | Stati Uniti d'America | America West Arena                        |                    |
| 2 ottobre 2005 | Palm Springs               | Stati Uniti d'America | Indian Wells Tennis Garden                |                    |
| 4 ottobre 2005 | Denver                     | Stati Uniti d'America | Magness Arena                             |                    |
| 8 ottobre 2005 | El Paso                    | Stati Uniti d'America | El Paso County Coliseum                   |                    |
| 9 ottobre 2005 | El Paso                    | Stati Uniti d'America | El Paso County Coliseum                   |                    |
| 11 ottobre 2005 | Hidalgo                    | Stati Uniti d'America | Dodge Arena                               |                    |
| 12 ottobre 2005 | Hidalgo                    | Stati Uniti d'America | Dodge Arena                               |                    |
| 13 ottobre 2005 | San Antonio                | Stati Uniti d'America | SBC Center                                |                    |
| 15 ottobre 2005 | Corpus Christi             | Stati Uniti d'America | American Bank Center                      |                    |
| 16 ottobre 2005 | Houston                    | Stati Uniti d'America | Toyota Center                             |                    |
| 18 ottobre 2005 | Chicago                    | Stati Uniti d'America | Allstate Arena                            |                    |
| 20 ottobre 2005 | Boston                     | Stati Uniti d'America | Agganis Arena                             |                    |
| 21 ottobre 2005 | Ledyard                    | Stati Uniti d'America | Foxwoods Resort Casino                    |                    |
| 22 ottobre 2005 | Atlantic City              | Stati Uniti d'America | Trump Taj Mahal                           |                    |
| 23 ottobre 2005 | New York                   | Stati Uniti d'America | Madison Square Garden                     |                    |
| 25 ottobre 2005 | Washington                 | Stati Uniti d'America | Patriot Center                            |                    |
| 26 ottobre 2005 | Charlotte                  | Stati Uniti d'America | Cricket Arena                             |                    |
| I concerti del 28 e 29 ottobre al American Airlines Arena di Miami furono cancellati e riprogrammati il 29 e 30 novembre. |                            |                       |                                           |                    |
| 30 ottobre 2005 | Orlando                    | Stati Uniti d'America | Orlando Centroplex                        |                    |
| 1 novembre 2005 | Raleigh                    | Stati Uniti d'America | RBC Center                                |                    |
| 2 novembre 2005 | Atlanta                    | Stati Uniti d'America | Gwinnett Convention Center                |                    |
| 4 novembre 2005 | Austin                     | Stati Uniti d'America | Frank Erwin Center                        |                    |
| 5 novembre 2005 | Dallas                     | Stati Uniti d'America | Nokia Theatre at Grand Prairie            |                    |
| 6 novembre 2005 | Laredo                     | Stati Uniti d'America | Laredo Entertainment Center               |                    |
| Sud America |                            |                       |                                           |                    |
| 10 novembre 2005 | Buenos Aires               | Argentina             | Estadio Vélez Sarsfield                   |                    |
| 11 novembre 2005 | Buenos Aires               | Argentina             | Estadio Vélez Sarsfield                   |                    |
| 12 novembre 2005* | Buenos Aires               | Argentina             | Estadio Vélez Sarsfield                   |                    |
| 14 novembre 2005 | Punta del Este             | Uruguay               | Hotel Conrad Punta del Este Resort Casino |                    |
| 16 novembre 2005 | Córdoba                    | Argentina             | Estadio Superdomo Orfeo                   |                    |
| 17 novembre 2005 | Córdoba                    | Argentina             | Estadio Superdomo Orfeo                   |                    |
| 19 novembre 2005^ | Santiago del Cile          | Cile                  | Estadio Nacional                          |                    |
| 20 novembre 2005 | Viña del Mar               | Cile                  | Anfiteatro de la Quinta Vergara           |                    |
| Nord America |                            |                       |                                           |                    |
| 25 novembre 2005 | Monterrey                  | Messico               | Cintermex Concerto vip                    |                    |
| 29 novembre 2005 | Miami                      | Stati Uniti d'America | American Airlines Arena                   |                    |
| 30 novembre 2005 | Miami                      | Stati Uniti d'America | American Airlines Arena                   |                    |
| Seconda Parte (2006) |                            |                       |                                           |                    |
| Nord America |                            |                       |                                           |                    |
| 18 gennaio 2006 | Città del Messico          | Messico               | Auditorio Nacional                        |                    |
| 19 gennaio 2006 | Città del Messico          | Messico               | Auditorio Nacional                        |                    |
| 20 gennaio 2006 | Città del Messico          | Messico               | Auditorio Nacional                        |                    |
| 21 gennaio 2006 | Città del Messico          | Messico               | Auditorio Nacional                        |                    |
| 22 gennaio 2006 | Città del Messico          | Messico               | Auditorio Nacional                        |                    |
| 25 gennaio 2006 | Città del Messico          | Messico               | Auditorio Nacional                        |                    |
| 26 gennaio 2006 | Città del Messico          | Messico               | Auditorio Nacional                        |                    |
| 27 gennaio 2006 | Città del Messico          | Messico               | Auditorio Nacional                        |                    |
| 28 gennaio 2006 | Città del Messico          | Messico               | Auditorio Nacional                        |                    |
| 29 gennaio 2006 | Città del Messico          | Messico               | Auditorio Nacional                        |                    |
| 1 febbraio 2006 | Città del Messico          | Messico               | Auditorio Nacional                        |                    |
| 2 febbraio 2006 | Città del Messico          | Messico               | Auditorio Nacional                        |                    |
| 3 febbraio 2006 | Città del Messico          | Messico               | Auditorio Nacional                        |                    |
| 4 febbraio 2006 | Città del Messico          | Messico               | Auditorio Nacional                        |                    |
| 5 febbraio 2006 | Città del Messico          | Messico               | Auditorio Nacional                        |                    |
| 8 febbraio 2006 | Città del Messico          | Messico               | Auditorio Nacional                        |                    |
| 9 febbraio 2006 | Città del Messico          | Messico               | Auditorio Nacional                        |                    |
| 10 febbraio 2006 | Città del Messico          | Messico               | Auditorio Nacional                        |                    |
| 11 febbraio 2006 | Città del Messico          | Messico               | Auditorio Nacional                        |                    |
| 12 febbraio 2006 | Città del Messico          | Messico               | Auditorio Nacional                        |                    |
| 14 febbraio 2006 | Città del Messico          | Messico               | Auditorio Nacional                        |                    |
| 15 febbraio 2006 | Città del Messico          | Messico               | Auditorio Nacional                        |                    |
| 16 febbraio 1006 | Città del Messico          | Messico               | Auditorio Nacional                        |                    |
| 19 febbraio 2006 | Città del Messico          | Messico               | Auditorio Nacional                        |                    |
| 20 febbraio 2006 | Città del Messico          | Messico               | Auditorio Nacional                        |                    |
| 21 febbraio 2006 | Città del Messico          | Messico               | Auditorio Nacional                        |                    |
| 24 febbraio 2006 | Città del Messico          | Messico               | Auditorio Nacional                        |                    |
| 25 febbraio 2006 | Città del Messico          | Messico               | Auditorio Nacional                        |                    |
| 26 febbraio 2006 | Città del Messico          | Messico               | Auditorio Nacional                        |                    |
| 27 febbraio 2006 | Città del Messico          | Messico               | Auditorio Nacional                        |                    |
| 2 marzo 2006 | Monterrey                  | Messico               | Arena Monterrey                           |                    |
| 3 marzo 2006 | Monterrey                  | Messico               | Arena Monterrey                           |                    |
| 4 marzo 2006 | Monterrey                  | Messico               | Arena Monterrey                           |                    |
| 5 marzo 2006 | Monterrey                  | Messico               | Arena Monterrey                           |                    |
| 7 marzo 2006 | Chihuahua                  | Messico               | Estadio Monumental Chihuahua              |                    |
| 8 marzo 2006 | Torreón                    | Messico               | Estadio Corona                            |                    |
| 10 marzo 2006 | Acapulco                   | Messico               | Mayan Palace                              |                    |
| 12 marzo 2006 | Veracruz                   | Messico               | Estadio Luis Pirata Fuente                |                    |
| 14 marzo 2006 | Villahermosa               | Messico               | Parque Tabasco                            |                    |
| 16 marzo 2006 | Mérida                     | Messico               | Estadio Carlos Iturralde                  |                    |
| 17 marzo 2006 | Cancún                     | Messico               | Mayan Palace                              |                    |
| 19 marzo 2006 | Puebla                     | Messico               | Estadio Cuauhtémoc                        |                    |
| 21 marzo 2006 | Aguascalientes             | Messico               | Estadio Victoria                          |                    |
| 22 marzo 2006 | Guadalajara                | Messico               | Estadio Tres de Marzo                     |                    |
| 23 marzo 2006 | Guadalajara                | Messico               | Estadio Tres de Marzo                     |                    |
| 25 marzo 2006 | Puerto Vallarta            | Messico               | Mayan Palace                              |                    |
| 28 marzo 2006 | Culiacán                   | Messico               | Estadio Carlos González                   |                    |
| 31 marzo 2006 | Hermosillo                 | Messico               | Expoforo                                  |                    |
| 2 aprile 2006 | Mexicali                   | Messico               | Estadio Nido de las Águilas               |                    |
| 3 aprile 2006 | Tijuana                    | Messico               | El Foro                                   |                    |
| 4 aprile 2006 | Tijuana                    | Messico               | Estadio Caliente                          |                    |
| 7 aprile 2006 | Sacramento                 | Stati Uniti d'America | Arco Arena                                |                    |
| 8 aprile 2006 | Anaheim                    | Stati Uniti d'America | Arrowhead Pond                            |                    |
| 9 aprile 2006 | San Diego                  | Stati Uniti d'America | Cox Arena                                 |                    |
| 13 aprile 2006 | Los Angeles                | Stati Uniti d'America | Staples Center                            |                    |
| 15 aprile 2006 | Las Vegas                  | Stati Uniti d'America | Mandalay Bay Events Center                |                    |
| Terza Parte (2006) |                            |                       |                                           |                    |
| Nord America |                            |                       |                                           |                    |
| 22 novembre 2006 | Cancún                     | Messico               | Lagos del Sol Golf Club                   |                    |
| 1 dicembre 2006 | Ensenada                   | Messico               | Terminal de Cruceros                      |                    |
| 5 dicembre 2006 | Tijuana                    | Messico               | Hipódromo Agua Caliente                   |                    |
| 8 dicembre 2006 | Città del Messico          | Messico               | Centro Banamex                            |                    |
| 10 dicembre 2006 | Guadalajara                | Messico               | Guadalajara Country Club                  |                    |
| Quarta Parte (2007) |                            |                       |                                           |                    |
| Europa |                            |                       |                                           |                    |
| 27 aprile 2007 | Granada                    | Spagna                | Palacio de los Deportes                   |                    |
| 30 aprile 2007 | Barcellona                 | Spagna                | Palau Sant Jordi                          |                    |
| 1 maggio 2007 | Murcia                     | Spagna                | Plaza de Toros de Murcia                  |                    |
| 3 maggio 2007 | Barakaldo                  | Spagna                | Bizkaia Arena                             |                    |
| 4 maggio 2007 | Castellón de la Plana      | Spagna                | Plaza de Toros                            |                    |
| 5 maggio 2007 | Elche                      | Spagna                | Ciudad Deportiva                          |                    |
| 8 maggio 2007 | Las Palmas de Gran Canaria | Spagna                | Estadio Gran Canaria                      |                    |
| 10 maggio 2007 | La Coruña                  | Spagna                | Coliseum da Coruña                        |                    |
| 11 maggio 2007 | Salamanca                  | Spagna                | Plaza de Toros de Salamanca               |                    |
| 12 maggio 2007 | Madrid                     | Spagna                | Palacio de los Deportes                   |                    |
| 13 maggio 2007 | Madrid                     | Spagna                | Palacio de los Deportes                   |                    |
| Sud America |                            |                       |                                           |                    |
| 18 maggio 2007 | Valencia                   | Venezuela             | Forum de Valencia                         |                    |
| 20 maggio 2007 | Maracaibo                  | Venezuela             | Estadio Luis Aparicio El Grande           |                    |
| 25 maggio 2007 | Caracas                    | Venezuela             | Poliedro de Caracas                       |                    |
| 26 maggio 2007 | Caracas                    | Venezuela             | Estadio Universitario UCV                 |                    |
| Quinta Parte (2007) |                            |                       |                                           |                    |
| Nord America |                            |                       |                                           |                    |
| 14 settembre 2007 | Las Vegas                  | Stati Uniti d'America | The Colosseum at Caesars Palace           |                    |
| 15 settembre 2007 | Las Vegas                  | Stati Uniti d'America | The Colosseum at Caesars Palace           |                    |
| 16 settembre 2007 | Las Vegas                  | Stati Uniti d'America | The Colosseum at Caesars Palace           |                    |
| 20 settembre 2007 | Santa Ynez                 | Stati Uniti d'America | Chumash Casino                            |                    |
| 21 settembre 2007 | Concord                    | Stati Uniti d'America | Sleep Train Pavilion                      |                    |
| 22 settembre 2007 | Salinas                    | Stati Uniti d'America | Salinas Sports Complex                    |                    |
| 23 settembre 2007 | Devore                     | Stati Uniti d'America | Hyundai Pavilion                          |                    |
| 740 Giorni | 70 Città                   | 7 Paesi               | 81 Luoghi                                 |                    |

## Gruppo
- Chitarra elettrica e acustica:  Todd Robinson
- Basso: Lalo Carrillo
- Piano & Keyboards: Francisco Loyo
- Tastiere e programmazione: Salo Loyo
- Tastiere e programmazione: Arturo Pérez
- Batteria: Victor Loyo
- Percussione: Tommy Aros
- Sassofono: Jeff Nathanson
- Tromba: Francisco Abonce
- Tromba: Ramón Flores
- Trombone Alejandro Carballo
- Cori: Julie Pederson, María Midon